# Rejectaria anysis
Rejectaria anysis là một loài bướm đêm trong họ Noctuidae.